# Рональд Рауе
Ро́нальд Ра́уе  (нім. Ronald Rauhe, 3 жовтня 1981) — німецький веслувальник, олімпійський чемпіон.

## Виступи на Олімпіадах
| Олімпіада           | Дисципліна                    | Місце |
| ------------------- | ----------------------------- | ----- |
| Сідней 2000         | байдарка-двійка, 500 метрів   | 3     |
| Афіни 2004          | байдарка-двійка, 500 метрів   | 1     |
| Пекін 2008          | байдарка-двійка, 500 метрів   | 2     |
| Лондон 2012         | Байдарка-одиночка, 200 метрів | 8     |
| Лондон 2012         | Байдарка-двійка, 200 метрів   | 8     |
| Ріо-де-Жанейро 2016 | Байдарка-одиночка, 200 метрів | 1     |
| Ріо-де-Жанейро 2016 | Байдарка-двійка, 200 метрів   | 5     |
| Токіо 2020          | байдарки-четвірки, 500 метрів | 1     |